# Fita branca da consciência

Fita branca

A Fita Branca da Consciência (fita branca) é uma fita da consciência às vezes usada pelos movimentos políticos para significar ou divulgar suas crenças. Geralmente é usada em roupas ou representada em fontes de informação, como cartazes, folhetos, etc.
A fita branca foi o emblema da União Cristã das Mulheres pela Temperança (UCMT), fundada por Frances Willard desde a sua fundação em 1874. A UCMT afirma ser a organização de mulheres não-sectária mais antiga em todo o mundo. O arco de fita branca foi selecionado para simbolizar a pureza.
Um dos usos mais notáveis da fita branca nos últimos tempos é como o símbolo de antiviolência contra as mulheres, segurança de parto e maternidade e outras causas relacionadas.
Também tem uma longa tradição em feiras estaduais e competições similares de agricultura e horticultura nos Estados Unidos e no Canadá como uma fita de terceiro lugar.

## Antiviolência contra as mulheres e movimento de justiça de gênero

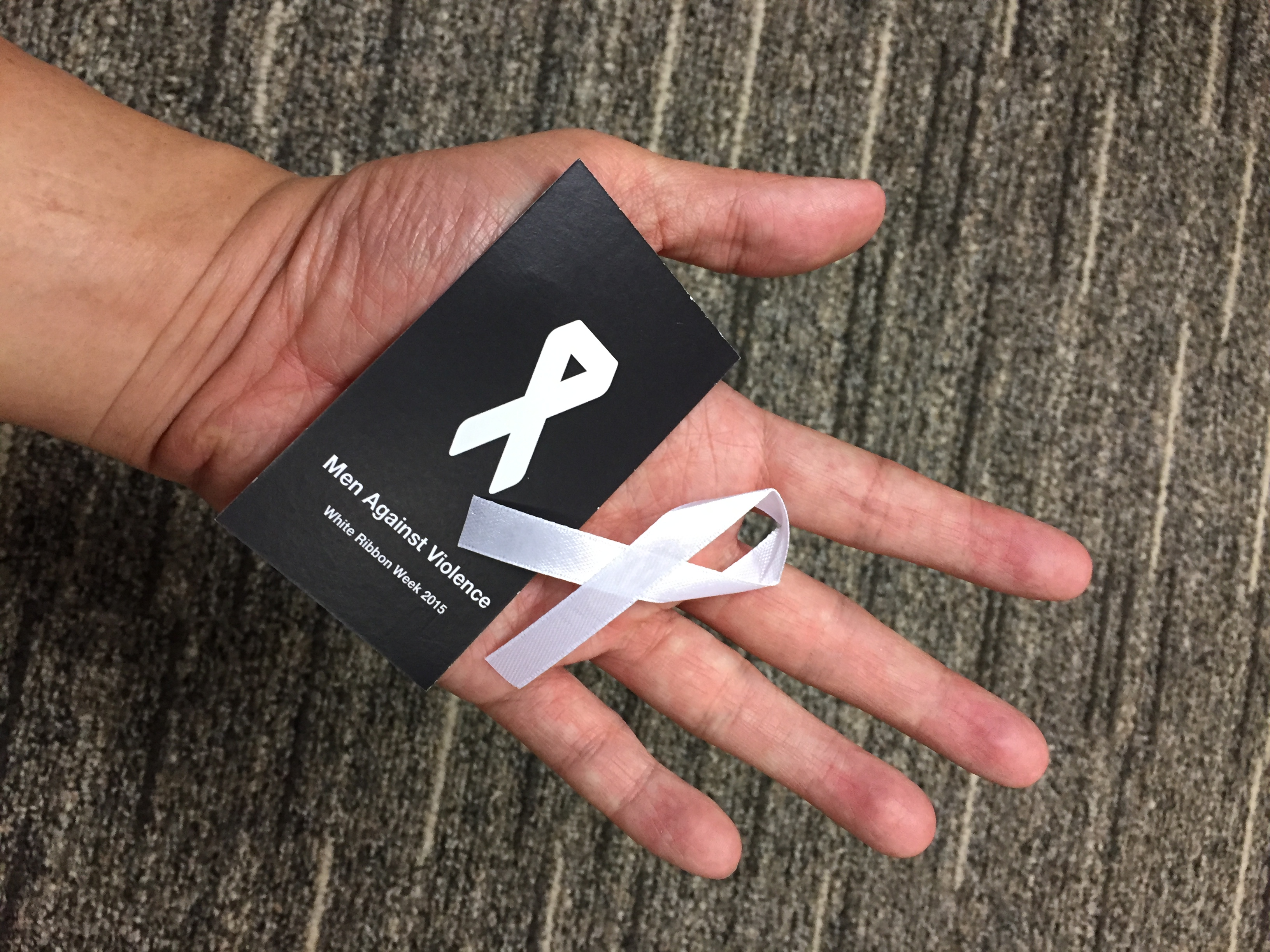
Uma fita branca distribuída pela Associação de Mulheres para Ação e Pesquisa em Singapura durante a White Ribbon Week 2015, uma campanha de oposição à violência contra as mulheres

Após o Massacre da Escola Politécnica de Montreal em 6 de dezembro de 1989, onde 14 mulheres foram mortas por uma antifeminista, um movimento formado no Canadá envolveu homens que usavam a fita branca para significar oposição à violência contra as mulheres.
A White Ribbon Campaign (WRC) apareceu em 1991 em relação a esse movimento e tornou-se um dos maiores programas antiviolência masculina do mundo. Iniciado por ativistas, como Michael Kaufman e políticos de Toronto, como o líder do Novo Partido Democrático Jack Layton, atualmente está presente em mais de 57 países ao redor do mundo. Se tornou um esforço internacional de homens e meninos que trabalham para acabar com a violência contra as mulheres. Seu princípio básico é a importância de homens e meninos contra todas as formas de violência contra as mulheres. Para o efeito, os membros do WRC oferecem uma variedade de apresentações e workshops sobre violência.